# Oro (film 1992)
Oro (Zoloto) è un film del 1992 diretto da Fabio Bonzi e interpretato da un cast di attori italiani e russi.